# Юниверсити-Плейс (Вашингтон)
Юниверсити-Плейс (англ. University Place) — город в округе Пирс в штате Вашингтон в Соединённых Штатах Америки.
По данным переписи 2020 года в США, население города составляло 34 866 человек.

## География
Юниверсити-Плейс на берегу залива Чемберс-Бей. По данным Бюро переписи населения США, общая площадь города составляет 8,51 квадратных миль (22,04 км2), из которых 8,34 квадратных миль (21,60 км2) занимает суша, а 0,17 квадратных миль (0,44 км2) — водная поверхность.